# Eleições presidenciais de 2006 em Setúbal

## Resultados Oficiais
| Candidato               | Candidato               | Votos  | %               |
| ----------------------- | ----------------------- | ------ | --------------- |
|                         | Aníbal Cavaco Silva     | 19 890 | 35,64 / 100,00  |
|                         | Manuel Alegre           | 16 237 | 29,09 / 100,00  |
|                         | Jerónimo de Sousa       | 9 075  | 16,26 / 100,00  |
|                         | Mário Soares            | 6 491  | 11,63 / 100,00  |
|                         | Francisco Louçã         | 3 850  | 6,90 / 100,00   |
|                         | Garcia Pereira          | 264    | 0,47 / 100,00   |
| Votos Inválidos         | Votos Inválidos         | 923    | 1,63 / 100,00   |
| Total                   | Total                   | 56 730 | 100,00 / 100,00 |
| Eleitorado/Participação | Eleitorado/Participação | 93 832 | 60,46 / 100,00  |

## Resultados por Freguesia
Os resultados dos candidatos por freguesia foram os seguintes:
| Freguesia                            | %     | %     | %     | %     | %    | %    | Votantes |
| Freguesia                            | ACS   | MA    | JDS   | MS    | FL   | GP   | Votantes |
| ------------------------------------ | ----- | ----- | ----- | ----- | ---- | ---- | -------- |
| Gâmbia - Pontes - Alto da Guerra     | 28,91 | 23,44 | 30,48 | 11,22 | 5,28 | 0,67 | 2 129    |
| Sado                                 | 18,89 | 30,54 | 34,86 | 9,82  | 5,56 | 0,33 | 3 109    |
| São Lourenço                         | 39,51 | 28,61 | 12,79 | 12,83 | 5,84 | 0,42 | 4 318    |
| São Simão                            | 36,25 | 26,78 | 17,89 | 12,59 | 6,18 | 0,31 | 2 669    |
| Setúbal - Nossa Senhora da Anunciada | 36,55 | 29,14 | 14,13 | 11,80 | 7,88 | 0,51 | 8 028    |
| Setúbal - Santa Maria da Graça       | 40,47 | 28,20 | 11,62 | 12,59 | 6,80 | 0,32 | 4 511    |
| Setúbal - São Julião                 | 46,91 | 26,77 | 8,52  | 11,35 | 5,85 | 0,60 | 9 570    |
| Setúbal - São Sebastião              | 31,68 | 30,96 | 17,80 | 11,44 | 7,65 | 0,47 | 22 396   |
| Setúbal                              | 35,64 | 29,09 | 16,26 | 11,63 | 6,90 | 0,47 | 56 730   |

#### Gâmbia - Pontes - Alto da Guerra
| Candidato               | Candidato               | Votos | %               |
| ----------------------- | ----------------------- | ----- | --------------- |
|                         | Jerónimo de Sousa       | 641   | 30,48 / 100,00  |
|                         | Aníbal Cavaco Silva     | 608   | 28,91 / 100,00  |
|                         | Manuel Alegre           | 493   | 23,44 / 100,00  |
|                         | Mário Soares            | 236   | 11,22 / 100,00  |
|                         | Francisco Louçã         | 111   | 5,28 / 100,00   |
|                         | Garcia Pereira          | 14    | 0,67 / 100,00   |
| Votos Inválidos         | Votos Inválidos         | 26    | 1,22 / 100,00   |
| Total                   | Total                   | 2 129 | 100,00 / 100,00 |
| Eleitorado/Participação | Eleitorado/Participação | 3 432 | 62,03 / 100,00  |

#### Sado
| Candidato               | Candidato               | Votos | %               |
| ----------------------- | ----------------------- | ----- | --------------- |
|                         | Jerónimo de Sousa       | 1 072 | 34,86 / 100,00  |
|                         | Manuel Alegre           | 939   | 30,54 / 100,00  |
|                         | Aníbal Cavaco Silva     | 581   | 18,89 / 100,00  |
|                         | Mário Soares            | 302   | 9,82 / 100,00   |
|                         | Francisco Louçã         | 171   | 5,66 / 100,00   |
|                         | Garcia Pereira          | 10    | 0,33 / 100,00   |
| Votos Inválidos         | Votos Inválidos         | 34    | 1,09 / 100,00   |
| Total                   | Total                   | 3 109 | 100,00 / 100,00 |
| Eleitorado/Participação | Eleitorado/Participação | 4 729 | 65,74 / 100,00  |

#### São Lourenço
| Candidato               | Candidato               | Votos | %               |
| ----------------------- | ----------------------- | ----- | --------------- |
|                         | Aníbal Cavaco Silva     | 1 678 | 39,51 / 100,00  |
|                         | Manuel Alegre           | 1 215 | 28,61 / 100,00  |
|                         | Mário Soares            | 545   | 12,83 / 100,00  |
|                         | Jerónimo de Sousa       | 543   | 12,79 / 100,00  |
|                         | Francisco Louçã         | 248   | 5,84 / 100,00   |
|                         | Garcia Pereira          | 18    | 0,42 / 100,00   |
| Votos Inválidos         | Votos Inválidos         | 71    | 1,65 / 100,00   |
| Total                   | Total                   | 4 318 | 100,00 / 100,00 |
| Eleitorado/Participação | Eleitorado/Participação | 6 689 | 64,55 / 100,00  |

#### São Simão
| Candidato               | Candidato               | Votos | %               |
| ----------------------- | ----------------------- | ----- | --------------- |
|                         | Aníbal Cavaco Silva     | 950   | 36,25 / 100,00  |
|                         | Manuel Alegre           | 702   | 26,78 / 100,00  |
|                         | Jerónimo de Sousa       | 469   | 17,89 / 100,00  |
|                         | Mário Soares            | 330   | 12,59 / 100,00  |
|                         | Francisco Louçã         | 162   | 6,18 / 100,00   |
|                         | Garcia Pereira          | 8     | 0,31 / 100,00   |
| Votos Inválidos         | Votos Inválidos         | 48    | 1,80 / 100,00   |
| Total                   | Total                   | 2 669 | 100,00 / 100,00 |
| Eleitorado/Participação | Eleitorado/Participação | 3 971 | 67,21 / 100,00  |

#### Setúbal (Nossa Senhora da Anunciada)
| Candidato               | Candidato               | Votos  | %               |
| ----------------------- | ----------------------- | ------ | --------------- |
|                         | Aníbal Cavaco Silva     | 2 886  | 36,55 / 100,00  |
|                         | Manuel Alegre           | 2 301  | 29,14 / 100,00  |
|                         | Jerónimo de Sousa       | 1 116  | 14,13 / 100,00  |
|                         | Mário Soares            | 932    | 11,80 / 100,00  |
|                         | Francisco Louçã         | 622    | 7,88 / 100,00   |
|                         | Garcia Pereira          | 40     | 0,51 / 100,00   |
| Votos Inválidos         | Votos Inválidos         | 131    | 1,63 / 100,00   |
| Total                   | Total                   | 8 028  | 100,00 / 100,00 |
| Eleitorado/Participação | Eleitorado/Participação | 13 628 | 58,91 / 100,00  |

#### Setúbal (Santa Maria da Graça)
| Candidato               | Candidato               | Votos | %               |
| ----------------------- | ----------------------- | ----- | --------------- |
|                         | Aníbal Cavaco Silva     | 1 791 | 40,47 / 100,00  |
|                         | Manuel Alegre           | 1 248 | 28,20 / 100,00  |
|                         | Mário Soares            | 557   | 12,59 / 100,00  |
|                         | Jerónimo de Sousa       | 514   | 11,62 / 100,00  |
|                         | Francisco Louçã         | 301   | 6,80 / 100,00   |
|                         | Garcia Pereira          | 14    | 0,32 / 100,00   |
| Votos Inválidos         | Votos Inválidos         | 86    | 1,91 / 100,00   |
| Total                   | Total                   | 4 511 | 100,00 / 100,00 |
| Eleitorado/Participação | Eleitorado/Participação | 7 454 | 60,52 / 100,00  |

#### Setúbal (São Julião)
| Candidato               | Candidato               | Votos  | %               |
| ----------------------- | ----------------------- | ------ | --------------- |
|                         | Aníbal Cavaco Silva     | 4 423  | 46,91 / 100,00  |
|                         | Manuel Alegre           | 2 524  | 26,77 / 100,00  |
|                         | Mário Soares            | 1 070  | 11,35 / 100,00  |
|                         | Jerónimo de Sousa       | 803    | 8,52 / 100,00   |
|                         | Francisco Louçã         | 552    | 5,85 / 100,00   |
|                         | Garcia Pereira          | 57     | 0,60 / 100,00   |
| Votos Inválidos         | Votos Inválidos         | 141    | 1,47 / 100,00   |
| Total                   | Total                   | 9 570  | 100,00 / 100,00 |
| Eleitorado/Participação | Eleitorado/Participação | 14 578 | 65,65 / 100,00  |

#### Setúbal (São Sebastião)
| Candidato               | Candidato               | Votos  | %               |
| ----------------------- | ----------------------- | ------ | --------------- |
|                         | Aníbal Cavaco Silva     | 6 973  | 31,68 / 100,00  |
|                         | Manuel Alegre           | 6 815  | 30,96 / 100,00  |
|                         | Jerónimo de Sousa       | 3 917  | 17,80 / 100,00  |
|                         | Mário Soares            | 2 519  | 11,44 / 100,00  |
|                         | Francisco Louçã         | 1 683  | 7,65 / 100,00   |
|                         | Garcia Pereira          | 103    | 0,47 / 100,00   |
| Votos Inválidos         | Votos Inválidos         | 386    | 1,73 / 100,00   |
| Total                   | Total                   | 22 396 | 100,00 / 100,00 |
| Eleitorado/Participação | Eleitorado/Participação | 39 351 | 56,91 / 100,00  |